# Teton megye (Wyoming)
Teton megye az Amerikai Egyesült Államokban, azon belül Wyoming államban található. Megyeszékhelye és legnagyobb városa Jackson. Lakosainak száma 23 331 fő (2020. április 1.). Teton megye Park, Fremont, Sublette, Lincoln, Bonneville, Teton, Fremont és Gallatin megyékkel határos.

## Népesség
A megye népességének változása:
| Lakosok száma | 21 288 | 21 441 | 21 648 | 22 268 | 23 125 | 23 331 |
|               | 2010   | 2011   | 2012   | 2013   | 2015   | 2020   |